# Вильяр, Хуан
Хуа́н Вилья́р Ва́скес (исп. Juan Villar Vázquez; 19 мая 1988, Ароче) — испанский футболист.

## Клубная карьера
Молодежную карьеру Хуан провел в академии футбольного клуба «Рекреативо». Являясь её воспитанником на протяжении многих лет, Вильяр демонстрировал стремительное развитие, а в матчах молодежной команды он выступал на достойном уровне, забивая не малое количество мячей в ворота соперников. Профессиональному уровню Хуан соответствовал уже в 2007 году. Тогда он же заключил с клубом «Рекреативо» первый профессиональный контракт в карьере. Клуб желал продолжать отношения с нападающим, потому как Хуан обладал высоким потенциалом и был очень перспективным игроком.
В резервной команде «Рекреативо Б» Хуан начал выступать с 2007 года. В течение дебютного сезона Вильяр получил несколько матчей игровой практики, которыми он заинтересовал главного тренера клуба. На следующий год Вильяр был вызван на несколько матчей первой команды, где ему удалось проявить себя с очень хорошей стороны. После возвращения из главной команды «Рекреативо» в резерве Хуану оставалось совсем недолго, ещё один год. В 2009 году Вильяр окончательно покинул «Рекреативо Б», перебравшись в расположение «Рекреативо». Через год Хуана отправили выступать за клуб «Сан Роке», с которым испанец заключил договор аренды. Длительность аренды составила один сезон, в течение которого нападающий отличился 10 забитыми мячами в 30 матчах временного клуба «Сан-Роке».
С 2010 года Хуан, после возвращения из аренды, более не покидал расположение родного «Рекреативо». За все время, проведенное в составе испанского клуба, Хуан Вильяр сыграл в 66 матчах и забил 8 мячей. В 2012 году покинул «Рекреативо» и стал футболистом «Кадиса». В течение года сыграл 108 матчей и забил 41 гол. С 2015 года является игроком футбольного клуба «Реал Вальядолид»